# Gare de La Bohalle
Gare de La Bohalle vasútállomás Franciaországban, La Bohalle településen.

## Vasútvonalak
Az állomást az alábbi vasútvonalak érintik:
- Tours–Saint-Nazaire-vasútvonal

## Kapcsolódó állomások
A vasútállomáshoz az alábbi állomások vannak a legközelebb:
- Gare de Saint-Mathurin (Gare de Tours, Tours–Saint-Nazaire-vasútvonal)
- Gare d’Angers-Saint-Laud (Gare de Saint-Nazaire, Tours–Saint-Nazaire-vasútvonal)
- Gare de Trélazé